# Lymantriades xuthonepha
Lymantriades xuthonepha är en fjärilsart som beskrevs av Collenette 1938. Lymantriades xuthonepha ingår i släktet Lymantriades och familjen tofsspinnare. Inga underarter finns listade i Catalogue of Life.